# 剣の舞
『剣の舞』（つるぎのまい、ロシア語: Танец с саблями、英語：Sabre Dance）は、1942年に作曲されたアラム・ハチャトゥリアンのバレエ『ガイーヌ』の最終幕で用いられる楽曲である。この楽曲は、クルド人が彎刀を持って舞う戦いの踊りを表している。演奏時間は2分程度。アンコール・ピースなどで単独演奏されたりBGMに用いられるなど、非常に演奏機会が多く知名度が高い。現代音楽としては異例ながら、家庭向け、青少年向けのホームミュージックアルバムのような名曲集でも定番である。
この「剣」は和訳であり、本来は彎刀（サーベル）を指す。

## エピソード
作曲者ハチャトゥリアンが『ガイーヌ』を制作した当初、この曲は含まれていなかった。しかし初演前日になって「クルド人が彎刀を持って戦いの踊りを踊る」場面が追加されることになり、ハチャトゥリアンは急遽その場面のための曲を作曲する必要に迫られた。そして彼は踊りにふさわしいリズムを机を指で叩きながら徹夜で考案した末に現在の曲で使用されているリズムを閃き、一挙に曲を作り上げたと伝えられている。
この曲は彼の名を後世に残すことに大きく貢献したが、あまりにも曲だけが有名になってしまったため、本人にとっては複雑な心境だったらしい。ハチャトゥリアンの弟子の寺原伸夫は、「ミスター剣の舞」と呼ばれてむっとしていたり、「こうなると知っていたらこの曲は書かなかったよ」とぼやくハチャトゥリアンの姿を証言している。

## 曲調
この音楽は野性的で精力的であるが、これは東洋諸民族の音楽語法を積極的に採用しており、その中でもハチャトゥリアンの祖国アルメニア、ジョージア、レズギの民族の影響と言われている。さらに伝統的な西洋のオーケストレーションを採用することで、強烈なインパクトを出すことが出来たのである。

## アレンジ

### 尾藤イサオによるカヴァー
1979年に作詞・なかにし礼、曲構成・いずみたく、歌唱・尾藤イサオ&ドーンにより歌謡曲としてカバーされた。同曲は2004年6月16日発売の『おバ歌謡』にも収録されている。
| #         | タイトル                 | 作詞       | 作曲             | 編曲      | 曲構成     | 時間 |
| --------- | ------------------------ | ---------- | ---------------- | --------- | ---------- | ---- |
| 1.        | 「剣の舞」               | なかにし礼 | ハチャトゥリアン | 前田憲男  | いずみたく | 3:53 |
| 2.        | 「人生はカード・ゲーム」 | 山川啓介   | いずみたく       | 前田憲男  |            | 4:22 |
| 合計時間: | 合計時間:                | 合計時間:  | 合計時間:        | 合計時間: | 合計時間:  | 8:15 |

### その他
ジョルジュ・シフラがピアノ用の編曲を行っている。左手の跳躍などを駆使したこの曲は難度が極めて高い。
チープ・トリックのアルバム『蒼い衝動』（1994年）の日本盤CDに、ロック・バンド編成の編曲によるカバーが収録された。
『音楽ファンタジー・ゆめ』にて本作のアレンジが使用されたことがある。また、THE ALFEEの『CLASSICS II』にて、「Masquerade Love」とメドレーにしてアレンジした楽曲が収録された。 